# شعار الأردن
شِعَارُ الْمَمْلَكَةُ الْأُرْدُنِيَّةُ الْهَاٰشِمِيَّةُ يستمد الشعار الرسمي للمملكة الأردنية الهاشمية، مكوناته ودلالاته الدينية والتاريخية والعسكرية، من موحيات الحضارة العربية-الإسلامية وتاريخ الهاشميين والثورة العربية الكبرى، ويعود تصميمه لرغبة جلالة الشريف الهاشمي شريف مكة وأمير الحجاز الملك المؤسس عبدالله بن الحسين بن علي آل الهاشمي القرشي إبان عهد الإمارة بوضع شعار يمثلها؛ صُمِّم هذا الشعار ووُضع بتاريخ 11 مارس/آذار 1921 ،  وبناءً على ذلك صدر قرار المجلس التنفيذي رقم (558) بتاريخ 25 أغسطس/آب 1934، وجاء فيه أن المجلس التنفيذي قرر الموافقة على قبول شارة الدولة لأمارة شرق الأردن بالشكل الموشح بتوقيع سمو الأمير المعظم ، على أن يعاد تنظيم العلَمين المرسومين عليها بشكل يوافق النص الوارد في القانون الأساسي وأن تُستبدل عبارة (أمير شرق الأردن) بعبارة (أمير البلاد الأردنية)، وأن يناط بوزارة المالية أمر تعيين عدد وحجم الكليشيهات اللازمة لدوائر الحكومة الرسمية وأن تُتخَذ بعد ذلك التدابير المقتضاة لصنعها وإحضارها. وفي 21 فبراير/شباط 1982 أصدر مجلس الوزراء البيان الرسمي رقم 6 والذي وضح فيه المواصفات.
نُحت هذا الشعار فوق مدخل قصر رغدان العامر الملكي الهاشمي مرتين؛ ليعبّر عن هيبة الدولة ويرمز إلى جذورها التاريخية ويشهد على مراحل تطورها السياسي.
وشهد شعار المملكة الأردنية الهاشمية تحديثاً على مراحل عدة؛ بما ينسجم مع أهميته ومكانته واستعمالاته، فقد قرر مجلس الوزراء تثبيت أوصاف الشعار ودلالاته بالقرار رقم (3531) الصادر بتاريخ 21 فبراير/شباط 1982. وصدرت الإرادة الملكية لصاحب الجلالة الهاشمية الملك الشّريف الحسين بن طلال آل الهاشمي القرشي بالموافقة على إجراء تعديلات على الشعار وتثبيت أوصافه بتاريخ 7 فبراير/شباط 1987.
وفي عهد صاحب الجلالة الهاشمية الملك الشّريف عبدالله الثاني بن الحسين آل الهاشمي القرشي، صدر نظام شعار المملكة الأردنية الهاشمية بتاريخ 19 سبتمبر/أيلول 2006، مبيناً مكونات الشعار ودلالاته واستعمالاته ومواصفاته وقياساته وألوانه.

### التاج الملكي الهاشمي
يرمز التاج إلى الملكية، حيث أن نظام الحكم في المملكة الأردنية الهاشمية نيابي ملكي وراثي. يتكون من خمسة أضلاع متشابكة بحلقات ترتكز على قاعدة مرصعة بالياقوت والزمرد. ويعلو القاعدة خمس زنابق ترمز للنقاء والطهر. ويعلو التاج الملكي الهاشمي رأس حربة ترمز لحرية راية الهاشميين. ولون التاج الملكي الهاشمي ذهبي.

### الوشاح
يتربع التاجُ الملَكيُّ الهاشمي على الوشاحِ الذي يمثّل العرشَ الهاشميَّ والمصنوعِ من المخمل الأحمر القرمزي من الخارج والحرير الأبيض من الداخل، وهما رمز الفداء والصفاء.
للوشاح عطفتان متساويتان في البعد، ويتدلّى الوشاح عمودياً (أيْ من طرفي الوشاح) من العقدة التي تربط ستائر العرش، والتي ترتبط بقيطان ذهبية من البريم المقصَّب الذهبي نفسه، وتنتهي كلٌّ منهما بشرابة مصنوعة من الخيوط الحريرية المذهَّبة وتُحَلَّى جميع أطراف الستار ببريم مقصَّب.

### الرايتان
تمثّل كلٌّ منهما رايةَ الثورة العربية الكبرى التي يكون طولُها ضعفَ عرضها وتُقسَم أفقياً إلى ثلاث قطع متساوية: العليا سوداء، والوسطى خضراء، والسفلى بيضاء. ويوضَع عليها من ناحية السارية مثلثٌ أحمر عنّابي قاعدته مساويةٌ لعرض الراية، وارتفاعه مساوٍ لنصف طول الراية.

### طير العقاب
يمثل القوةَ والبأس والعلوّ، ويرمز لونه إلى راية الرسول الأعظم محمد، صلى الله عليه وسلم، وعمامته. ويقف الطير على الكرة الأرضية مفرودَ الجناحين فوق المعمورة، ويلامس كلُّ جناح طرفَ الراية. ويكون اتجاه رأس العقاب نحو اليمين بعكس الناظر إليه.

### الكرة الأرضية
زرقاء اللون، وترمز إلى انتشار الإسلام وحضارته في العالم.

### الأسلحة العربية
ترسٌ مصنوع من معدن البرونز ومزخرَف بزهرة الأقحوان التي استخدمها العرب في الزخرفة المعمارية. ويوضع الترس أمام الكرة الأرضية، وهو رمز الدفاع عن الحق.
أما السيف والرمح والقوس والسهام، فتوضَع على جانبي الترس ويكون لونُها ذهبياً.

### السنابل الذهبية وسعفة النخيل
تحيط بالترس ثلاثُ سنابل من اليمين (أي على يسار الناظر إليه)، وسعفة نخيل من اليسار (أي على يمين الناظر إليه)، وترتبط السنابلُ والسعفة بشريط وسام النهضة من الدرجة الأولى.

### وسام النهضة من الدرجة الأولى
يُثبت في منتصفه شريطٌ، ويرتبط بقاعدةِ السنابل والسعفة.

### الشريط الأصفر
يتدلّى أمام شريط وسام النهضة من الدرجة الأولى، ويتكوّن من ثلاثة مقاطع مطرَّز عليها العبارات التالية:
- في الجهة اليمنى (بعكس الناظر إليه): "عبدالله الثاني ابن الحسين بن عون".
- في الوسط: "ملك المملكة الأردنية الهاشمية".
- في الجهة اليسرى (بعكس الناظر إليه): "الراجي من الله التوفيق والعون".[1] وفي 21 فبراير 1982 أصدر مجلس الوزراء البيان الرسمي رقم 6 والذي وضح فيه المواصفات.

## وصف الشعار

### التاج الملكي الهاشمي
يتوضع التاج الملكي الهاشمي ذا الخمس أضلاع على قمة الشعار ويمثل كون الأردن دولة ذات حكم ملكي، التاج ذو لون ذهبي ويتكون من قاعدة مرصعة بالزمرد والياقوت فوقها خمس زهرات اللوتس المصرية ترمز للنقاء، تنبثق من الزهرات المصرية خمسة أقواس ذهبية متشابكة تتصل جميعها في الأعلى لتلقي برأس حربة والذي يمثل الحريّة.

### الوشاح
يتوضع الوشاح تحت التاج وهو يمثل العرش الملكي الهاشمي، يتكون الوشاح من المخمل القرمزي وبنبثق منه ستارة مفتوحة مطرزة على الحواف بالذهب داخلها أبيض حريري تمثل التضحية والنقاء.

### الرايتان
في مركز الشعار علمان يمثل كل منهما علم الثورة العربية الكبرى، يتصف العلم بأن طوله ضعف عرضه ويقسم إلى ثلاثة أجزاة عرضية متساوية، القسم الأعلى لونه أسود والقسم الأوسط لونه أخضر والقسم الأسفل لونه أبيض. ويقع على مقدمة العلم من جهة الحامل مثلث أحمر عرض قاعدته مساوية لعرض العلم وطوله مساوي لنصف طول العلم.

### العقاب
رمز القوة والشجاعة والسموّ. يمثل راية محمد - صلّى الله عليه وسلّم- العقاب. ويقف الطير مفرود الجناحي على الكرة الأرضية ويلامس كل جناح طرف علم من الأعلام.

### الكرة
كرة أرضية لونها أزرق ترمز إلى انتشار الإسلام وحضارته.
الأسلحة والدروع
• درع مصنوع من البرونز ومزركش بزهرة الأقحوان التي كانت تستعمل في الزخرفة المعمارية العربية، يوضع الترس أمام الكرة الأرضية وهو رمز للدفاع عن الحق.
• سيوف وحراب وأقواس وأسهم متوضعة على جانبي الدرع، لون رأسي الرمح والسهم ذهبي وأما لون القوس فبني.
• سيفان مذهبان داخل غمدهما.

### السنابل الذهبية وسعفة النخيل
ثلاث سنابل ذهبية وسعفة نخيل واحدة يحيطان بالدرع، السنابل على اليمين والسعفة على اليسار ومرتبطة بشريط وسام النهضة من الدرجة الأولى.

### وسام النهضة من الدرجة الأولى
معلق ومثبت في منتصف الشريط وويرتبط بقاعدة السنابل والسعفة.

### الشريط الأصفر
يتدلى امام شريط وسام النهضة من الدرجة الأولى، ويتكون من ثلاثة مقاطع مطرز عليه العبارات التالية:
- في الجهة اليمنى: الراجي من الله التوفيق والعون.
- في الوسط: ملك المملكة الأردنية الهاشمية.
- في الجهة اليسرى: عبد الله الثاني ابن الحسين بن عون (عون الجد الثاني للشريف الحسين بن علي).